# Enseignant au collégial
L'enseignant au collégial est un type de professeur du système d'éducation québécois enseignant au niveau collégial, un niveau intermédiaire entre le secondaire et l'université.
Lorsque pratiqué dans l'un des 48 cégeps de la province, le métier de l'enseignant au collégial et les tâches qui y sont reliées sont décrits dans une convention collective signée entre le gouvernement du Québec et l'une des centrales syndicales représentant les enseignants. Dans ce cas, on parle dans le langage populaire de professeur de cégep. Le reste de cet article décrit ce métier.
Le Québec compte environ 20 000 enseignants au collégial.

## Historique

### Rapport Parent
Le métier d'enseignant au collégial apparaît en 1967, en même temps que la naissance des premiers collèges d'enseignement général et professionnels (cégeps), héritiers du rapport Parent, qui deviendront le principal réseau publics québécois d'enseignement collégial.

### Années 2000
En décembre 2005, devant la menace de l'imposition d'une loi spéciale par le gouvernement québécois, deux des trois centrales syndicales représentant les enseignants au collégial, la FNEEQ et la FEC, signent une convention collective basée sur les dernières offres patronales.
Le 15 décembre 2005, le gouvernement passe, sous bâillon, la Loi concernant les conditions de travail dans le secteur public. À la suite d'un vote de ses membres, la FAC refuse la convention collective acceptée par les deux autres centrales et se fait imposer ses conditions de travail par la loi spéciale. Les années suivantes, plusieurs syndicats quittent la FAC pour rejoindre la FNEEQ ou la FEC. La FAC perd ainsi environ la moitié de ses membres. Le 27 mai 2009, à la suite d'un vote des représentants des 13 syndicats restant en son sein, la FAC est dissoute,.

## Description de tâches
En général, les enseignants au collégial engagés à temps plein donnent 15 heures de cours par semaine du lundi au vendredi durant les 15 semaines de chacune des deux sessions (automne et hiver) du collégial, bien que ce standard soit souvent modifié par des contraintes diverses. Les professeurs enseignent à des groupes de 5 à 50 étudiants âgés généralement de 17 à 20 ans.
En dehors des heures de prestation en salle de cours, l'enseignant prépare ses cours (en moyenne, une heure de préparation par heure de cours dispensée), corrige les travaux et examens de ses étudiants, fait de l'enseignement personnalisé et de l'encadrement auprès de certains étudiants et effectue des tâches administratives diverses (réunions de département, de comités de programmes, etc.). Plusieurs s'impliquent dans des activités parascolaires.
Les enseignants au secteur technique peuvent superviser des stages étudiants et participer à de multiples activités hors campus afin de créer des liens entre le collège et le milieu.
Finalement, les enseignants doivent se perfectionner (par exemple, en suivant des cours ou des ateliers en pédagogie) et se tenir à l'affût des derniers développements dans leur discipline.

### Complexification de la tâche
La tâche des enseignants au collégial s'est alourdie et complexifiée au cours des dernières années. On note, par exemple, un accroissement de la taille moyenne des groupes et du nombre total d'étudiants par professeur par session. De plus, avec la Réforme Robillard en 1993, les enseignants doivent s'initier à l'enseignement stratégique, à l'approche par compétence et à l'introduction des technologies de l'information et de la communication (TIC) en éducation (TICE). Ils doivent également participer à une activité d'intégration des acquis chez les étudiants qui terminent leur formation collégiale.
Au printemps 2008, les syndicats et les patrons de ce secteur se sont mis d'accord, après une année de réflexion et de travail, sur un document qui décrit la tâche enseignante depuis la Réforme Robillard.

## Environnement de travail
Les enseignants au collégial travaillent dans les établissements d'enseignement collégial du Québec. Ce sont des maisons d'enseignement hiérarchiquement situées entre le secondaire et l'université. Les deux tiers de celles-ci sont situées dans la région de Montréal et de Québec.

## Formation
L'enseignant au collégial doit, idéalement et minimalement, posséder un baccalauréat spécialisé dans la discipline qu'il enseigne. Plusieurs d'entre eux complètent une formation universitaire en pédagogie ou en recherche. En général, les enseignants en sciences doivent avoir une maitrise de recherche dans leur discipline.

## Statut
Il existe grosso modo deux statuts pour l'enseignant au collégial : l'enseignant permanent et l'enseignant précaire.
L'enseignant permanent est engagé à temps plein sur une base régulière et bénéficie de la sécurité d'emploi. En général, c'est une personne cumulant plusieurs années d'expérience en enseignement collégial. En cas de manque d'emploi (diminution du nombre d'étudiants, orientations de l'institution d'enseignement, etc.), elle est mise en disponibilité (MED) et, si elle n'est pas relocalisée, sera traitée à 80 % de son salaire à effectuer diverses tâches proposées par les administrateurs de son collège.
L'enseignant précaire est engagé à la session ou à l'année à temps plein ou partiel dépendamment des besoins du milieu. Bien que ce soit le lot de plusieurs jeunes enseignants, ces derniers ne sont pas les seuls à avoir ce statut. Dans certains cégeps, les enseignants peuvent espérer obtenir une permanence après plus de dix ans de statut précaire. On estime que 43 % des enseignants à l'enseignement régulier sont précaires.
Les conditions d'obtention de la permanence sont nombreuses. Dans tous les cas, l'enseignant doit avoir un minimum de trois ans d'expérience en enseignement collégial. La plupart du temps, pour un département ou une discipline donné, la permanence est accordée à l'enseignant précaire ayant cumulé le plus d'ancienneté.

## Traitement
Il existe actuellement vingt échelons salariaux pour cette profession, ceux-ci passant d'environ 46 000 $ à 91 000 $ canadiens par année.
Un enseignant ayant 16 années de scolarité (un baccalauréat dans sa discipline par exemple) et aucune année d'expérience commence à l'échelon 1. Pour chaque année d'expérience pertinente, un échelon est gagné. Pour chaque année de scolarité supplémentaire reconnue (jusqu'à concurrence de 3), deux échelons sont gagnés.
Tous les enseignants du collégial peuvent atteindre l'échelon 17. L'échelon 18 est accessible à ceux qui détiennent une maîtrise et 18 années de scolarité. Les échelons 19 et 20 sont accessibles à ceux qui détiennent un doctorat et 19 années ou plus de scolarité.
Les enseignants engagés à temps plein sont en congé rémunéré environ deux mois l'été. Plus spécifiquement, ils ont, durant l'été, environ quatre semaines de vacances payées et environ quatre semaines de congé financées à même leur salaire. En effet, selon la convention collective en vigueur, ils sont payés moins durant toute l'année (32,5 heures par semaine) afin de continuer à recevoir un salaire durant tout l'été.

## Enseignants au collégial reconnus

### Cégep André-Laurendeau
- Alain Therrien, enseignant en économie et homme politique québécois.
- Jean-François Belzile, enseignant en philosophie, écrivain et fondateur de la Ligue nationale d'argumentation.

### Cégep de Chicoutimi
- Hervé Bouchard, enseignant en littérature et écrivain.
- André Girard, enseignant en littérature et écrivain.
- Jean-Marie Tremblay, enseignant retraité en sociologie et fondateur de la bibliothèque numérique Les Classiques des sciences sociales.

### Collège Édouard-Montpetit
- Stéphane Durand, physicien, écrivain et vulgarisateur scientifique.
- Norbert Spehner, critique littéraire, chroniqueur, essayiste, bibliographe, écrivain et spécialiste des littératures de genre, notamment de la science-fiction et du fantastique, du roman policier et du western
- Benoît Villeneuve, physicien, coauteur du livre "Astronomie & Astrophysique" (Prix du Ministre, 1995) et traducteur de la série des livres de physique collégiale d'Harris Benson (Prix du ministre 2004-2005)[14].
- Gaétan Soucy, écrivain.
- Mathieu Blais, enseignant en littérature et écrivain.

### Cégep Garneau
- Yvon Fortin, enseignant en physique et vulgarisateur scientifique.
- Marc Simard, enseignant en histoire et écrivain.

### Cégep de Granby Haute-Yamaska
- Yvon Provençal, enseignant en philosophie et écrivain.

### Cégep de Lévis
- David Leblanc, enseignant en littérature et écrivain.

### Collège Lionel-Groulx
- Élie Fallu, historien et politicien
- Johanne Fontaine, comédienne et animatrice
- Suzanne Garceau, comédienne
- Jean-Claude St-Onge, philosophe

### Collège Merici
- Luc Tremblay, physicien et professeur de physique, Prix pour des notes de cours et son enseignement

### Cégep de Maisonneuve
- Robert Hébert, enseignant en philosophie et écrivain.
- Marc Séguin, physicien, coauteur du livre "Astronomie & Astrophysique" (Prix du Ministre, 1995) et traducteur de la série des livres de physique collégiale d'Harris Benson (Prix du ministre 2004-2005).

### Cégep de Sainte-Foy
- Jacques Roy, sociologue et membre-chercheur de l'Observatoire Jeunes et société.

### Cégep de Valleyfield
- Mathieu Bergeron, enseignant en littérature et écrivain.
- Maxime Catellier, enseignant en littérature et écrivain.

### Collège Vanier
- Marco Micone, un écrivain et dramaturge qui enseigne l'italien.

### Cégep du Vieux Montréal
- Ook Chung, enseignant en littérature et écrivain.
- Michael Delisle, enseignant en littérature et écrivain.
- Lise Tremblay, enseignante en littérature et écrivaine.
- Élise Turcotte, enseignante en littérature et écrivaine.

### Centre d'études collégiales de Montmagny
- Gilles Boisclair, enseignant en physique pour avoir co-écrit le Guides des sciences expérimentales très utilisé dans le programmede  de Sciences de la nature.